# Cristian Villagra
Cristian Carlos Villagra (Morteros, 27 dicembre 1985) è un ex calciatore argentino, di ruolo difensore.

## Caratteristiche tecniche
Gioca come terzino destro.

## Palmarès

### Club

#### Competizioni nazionali
- Campionato argentino: 1

River Plate: 2008 (C)